# Triglops metopias
Triglops metopias är en fiskart som beskrevs av Gilbert och Burke 1912. Triglops metopias ingår i släktet Triglops och familjen simpor. Inga underarter finns listade i Catalogue of Life.